# Nexus Polaris
Nexus Polaris är ett studioalbum med det norska industrimetal/black metal-bandet The Kovenant. Albumet utgavs första gången mars 1998 under band-namnet Covenant och var bandets debutalbum. Nexus Polaris, återutgåvan under band-namnet The Kovenant, innehåller orörda originalversioner, men med två remixar av låten "New World Order" från albumet Animatronic. The Kovenant-versionen av Nexus Polaris släpptes 2000 av skivbolaget Nuclear Blast.

## Låtlista
1. "The Sulphur Feast" – 4:09
2. "Bizarre Cosmic Industries" – 5:52
3. "Planetarium" – 4:01
4. "The Last of Dragons" – 6:28
5. "Bringer of the Sixth Sun" – 6:31
6. "Dragonheart" – 4:51
7. "Planetary Black Elements" – 5:48
8. "Chariots of Thunder" – 5:58
9. "New World Order (Club Mix)" – 4:25
10. "New World Order (Metal Mix)" – 3:52

## Medverkande
Musiker (The Kovenant-medlemmar)
- Nagash (Stian André Arnesen aka Lex Icon) – sång, basgitarr
- Blackheart (Amund Svensson aka Psy Coma) – gitarr
- Hellhammer (Jan Axel Blomberg aka von Blomberg) – trummor
- Sverd (Steinar Sverd Johnsen) – keyboard
- Astennu (Jamie Stinson) – gitarr
- Sarah Jezebel Deva – sång

Bidragande musiker (The Kovenant-versionen)
- Eileen Küpper – sång

Produktion
- Siggy Bemm – producent, mastering
- Mathias (Matthias Klinkmann) – ljudtekniker, ljudmix
- Flea Black – omslagsdesign, omslagskonst
- Andreas Marschall – omslagsdesign
- Christophe "Volvox" Szpajdel – logo
- Per Heimly – foto